# Radobić
Radobić (em cirílico: Радобић) é uma vila da Sérvia localizada no município de Mionica, pertencente ao distrito de Kolubara, na região de Kolubara Podgorina. A sua população era de 296 habitantes segundo o censo de 2011.

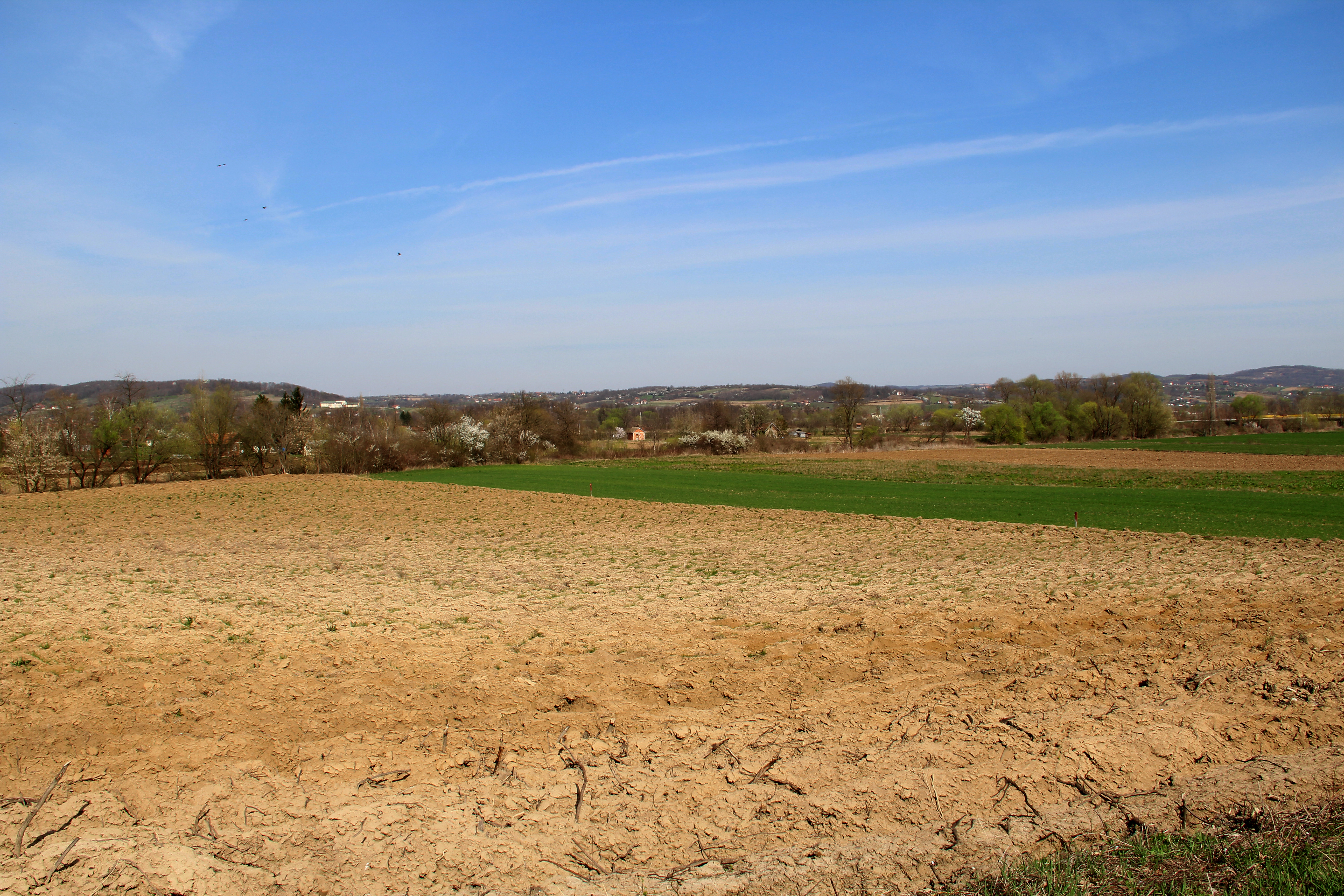
Radobic - panorama
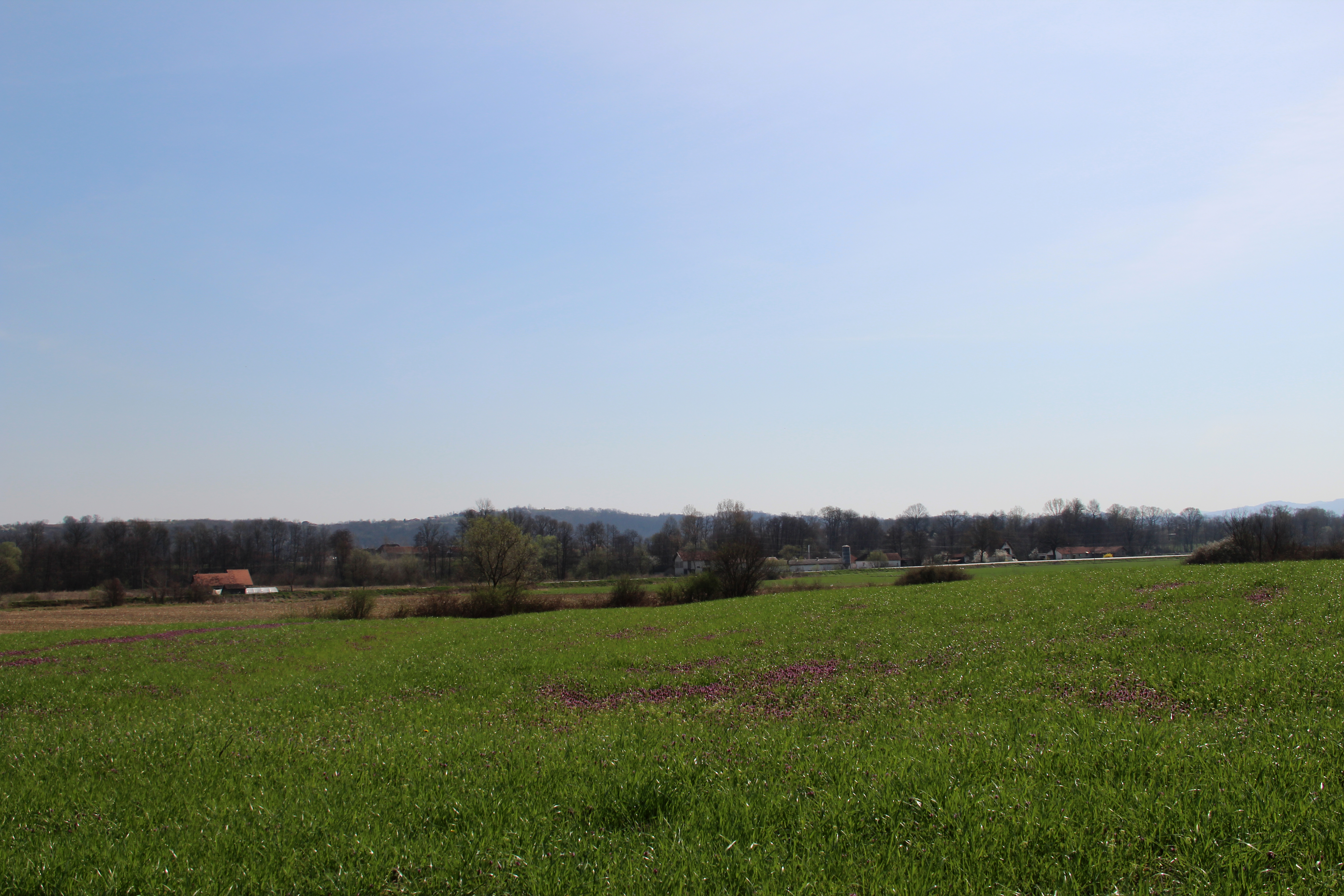
Radobic - panorama
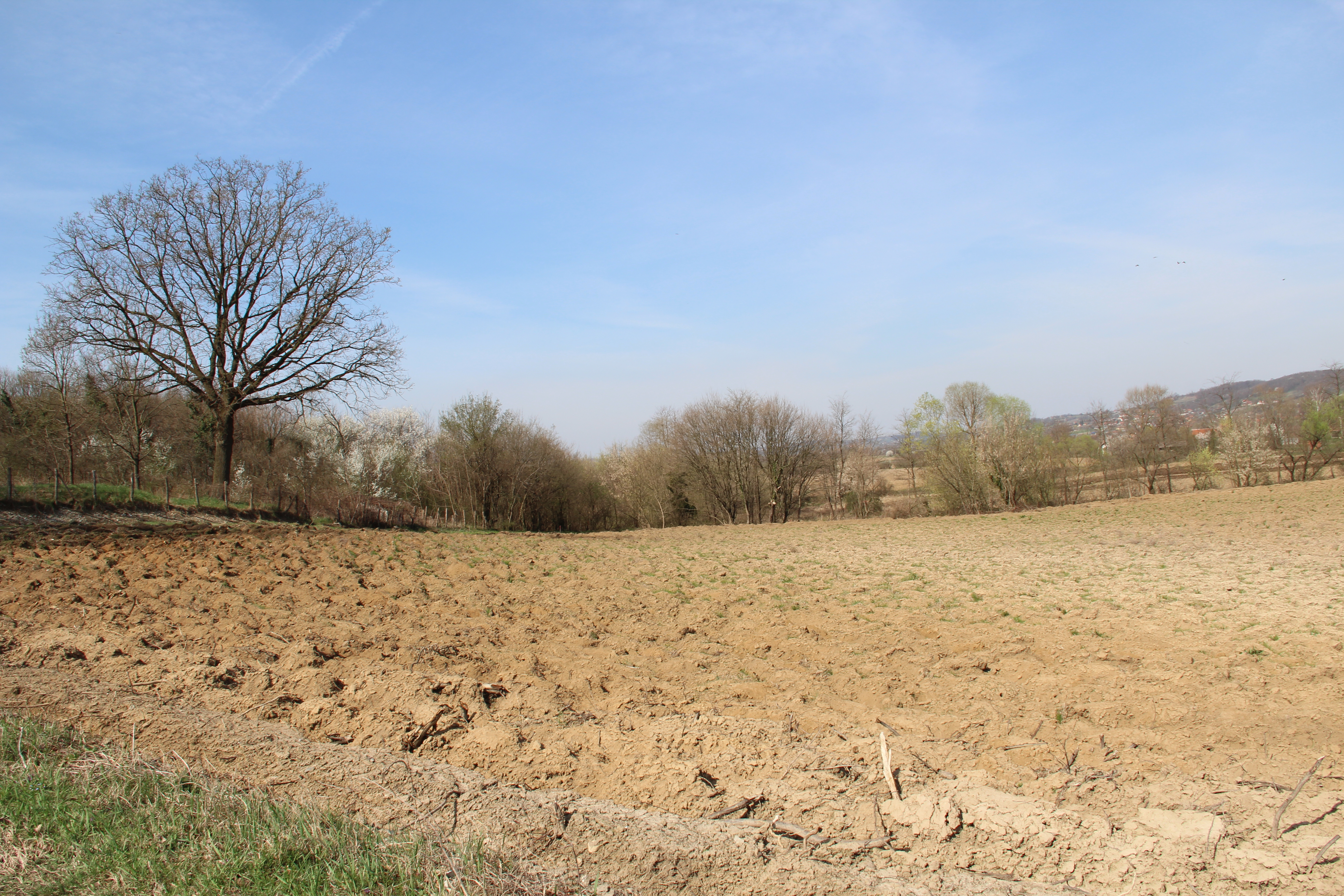
Radobic - panorama
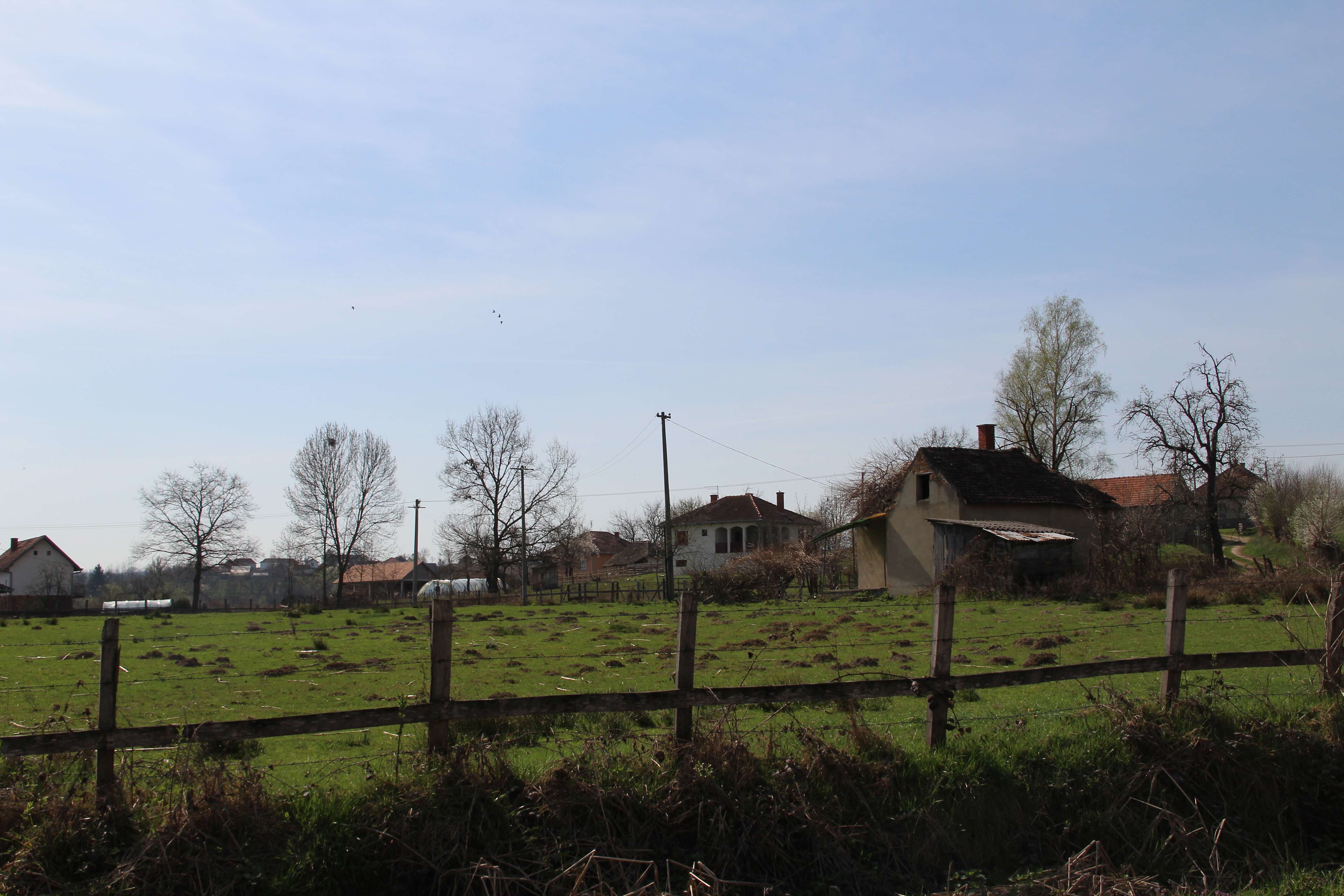
Radobic - famílias rurais
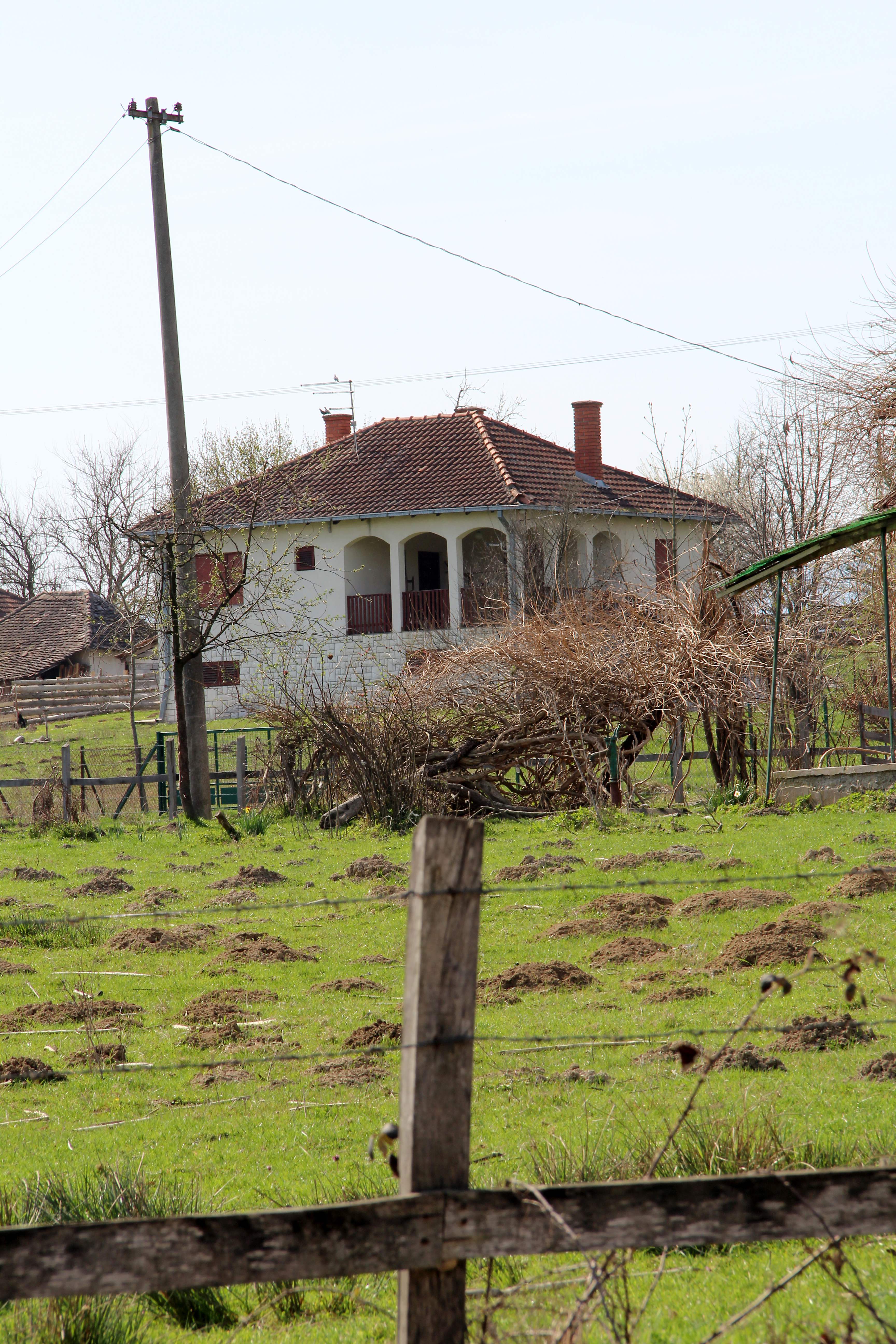
Radobic - famílias rurais
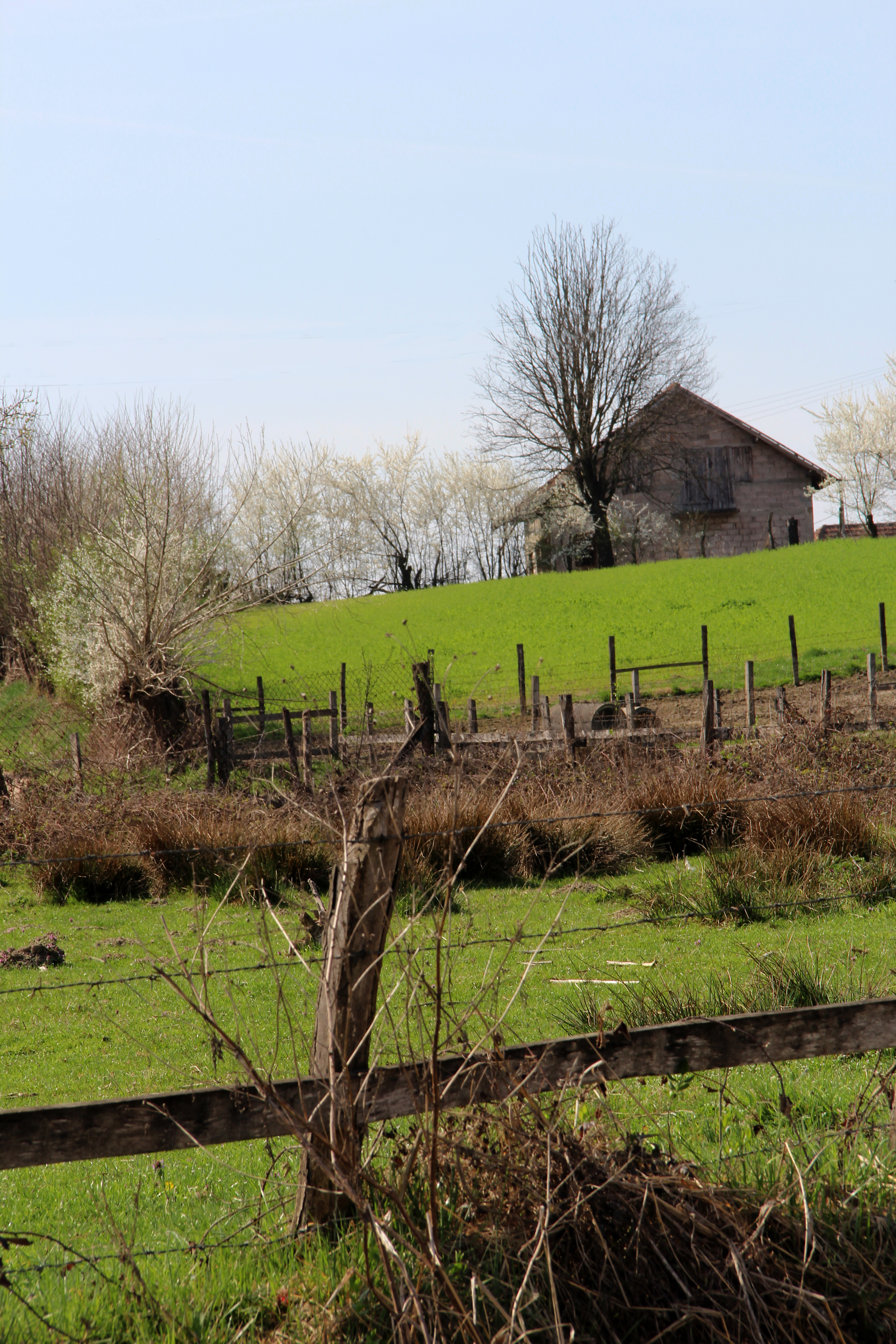
Radobic - famílias rurais

## Demografia
| 1948 | 1953 | 1961 | 1971 | 1981 | 1991 | 2002 | 2011 |
| ---- | ---- | ---- | ---- | ---- | ---- | ---- | ---- |
| 459  | 444  | 374  | 347  | 360  | 337  | 327  | 296  |